# Adelognathus facialis
Adelognathus facialis là một loài tò vò trong họ Ichneumonidae.